# لولو وانگ (فیلمساز)
لولو وانگ (انگلیسی: Lulu Wang؛ زادهٔ ۲۵ فوریهٔ ۱۹۸۳) فیلمساز آمریکایی است. وی بیشتر برای نویسندگی و کارگردانی فیلم‌های کمدی دارم پس از مرگ (۲۰۱۴) و وداع (۲۰۱۹) شناخته شده‌است و برای دومی برنده جایزه ایندیپندنت اسپیریت بهترین فیلم شد و این فیلم توسط انستیتوی فیلم آمریکا یکی از ده فیلم برتر ۲۰۱۹ نام گرفت. وانگ همچنین چندین فیلم کوتاه، مستند و موزیک ویدئو را نویسندگی، تهیه‌کنندگی و کارگردانی کرده‌است. او در پکن زاده شد. پدر او هایان وانگ از دیپلمات‌های اتحاد جماهیر شوروی بود.